# Putumayo (canton)
Pour les articles homonymes, voir Putumayo.
Putumayo est un canton d'Équateur situé dans la province de Sucumbíos.